# Jagadhri
Jagadhri és una ciutat i municipalitat del districte de Yamunanagar a l'estat de Haryana, Índia, avui formada per la unió de dues ciutats: Jagadhri i Yamunanagar (abans Abdullahpur) sense límits definits entre ambdues. Segons el cens de 2001 tenia 101.300 habitants.
Jagadhri fou destruïda per Nadir Shah el 1739 i més tard reconstruïda pel sardar Rai Singh el 1783 que la va erigir en capital d'un principat, que va existir fins al 1829 quan per extinció de la dinastia, segons la doctrina del lapse, va passar als britànics i unit a la província d'Agra, i després a la de Panjab.
A la ciutat destaquen els temples de Lath Mar Mandir, Khera Mandir, Gauri Shankar Mandir i Guga Madi Mandir. Al segle passat va començar a esdevenir un centre metal·lúrgic. A la rodalia hi el lloc interessant de Hathnikund a la vora del Yamuna; també prop del Yamuna, a Tajewala, hi ha el lloc d'inici d'un canal que subministra a Delhi, que permet veure l'ample Yamuna abans del canal i el molt més reduït de després. Altres llocs són: 
- Buria, ciutat religiosa amb temple de Xiva.
- Bilaspur, lloc històric relacionat amb el Mahabharata
- Kapalmochan, al costat de Bilaspur, amb estàtua de Ganesh del segle XI o XII i estàtua d'Uma Mahadev del segle IX o X.
- Panchmukhi Hanuman Mandir, temple a 4 km de Bilaspur
- Chhachrauli, vila al nord-est, fundada per Raja Gurbaksh Singh el 1763 amb el Ravi Mahal, Ghantaghar, Janak Niwas i un fort
- Ban Santur, poblet al nord, relacionat amb el Mahabharata
- Adibadri, a 23 km al nord, lloc pintoresc.
- Chaneti a 3 km, amb una tomba, i una estopa budista en ruïnes.
- Sadhaura o Sadaura, lloc històric